# Remilly-les-Pothées
 Remilly-les-Pothées  là một xã ở tỉnh Ardennes, thuộc vùng Grand Est ở phía bắc nước Pháp.